# Ferriter’s Cove
Ferriter’s Cove (irisch Cuan an Chaoil) ist eine kleine Bucht im Westen der Dingle-Halbinsel im County Kerry in Irland.
Am Ende des 20. Jahrhunderts von Peter C. Woodman (1943–2017) durchgeführte Ausgrabungen haben Belege dafür erbracht, dass dort während der Mittelsteinzeit Menschen lebten. Sie erfolgten aufgrund eines im Jahre 1983 von einem Amateur-Archäologen gemachten Fundes eines Feuersteinmessers, aus der Jungsteinzeit. Woodmans Team fand Gerätschaften und Objekte, die den Platz in die späte Mittelsteinzeit datierten. Dazu gehörten ein Schleifstein, markierte Sandsteinkiesel, Køkkenmøddinger (englisch Shell middens), Feuerstellen und fünf Tonsteinäxte.

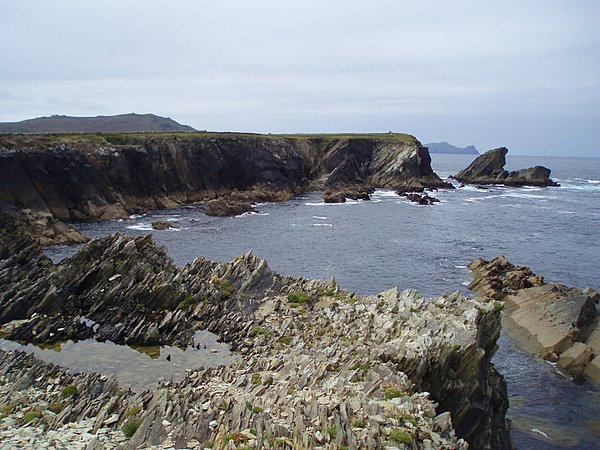
Felsformationen bei Ferriter's Cove

Die Stätte wurde so interpretiert, dass sie dem Modell der spätmesolithischen Besiedlung mit kurzfristigen Aufenthalten folgt. Die Datierung legt nahe, dass die Stätte über ein Jahrtausend hinweg in drei Phasen genutzt wurde. Obwohl Ferriter's Cove keine formellen Bestattungen enthielt, wurden mehrere menschliche Knochen und Zähne gefunden. Zum eine von 4225 bis 3950 v. Chr. und zum anderen von 4250 bis 3980 v. Chr.

## Ferriter’s Castle und Promontory Fort
Ferriter’s castle und Promontory Fort liegen auf einer langen schmalen Landzunge nördlich der Ferriter’s Cove. Das Promontory Fort beherbergt Ferriters Burg sowie Hütten- und Hausstandorte und Feldmauern. Die Landzunge wird stark von Wetter und Meer heimgesucht. Der rechteckige Bergfried der Burg wurde 1845 durch Stürme schwer beschädigt. Die steilen Felswände weisen auf eine anhaltende Erosion hin, wobei die peripheren Hüttenstandorte beschädigt wurden.
In der Nähe liegt Dún an Óir.